# Ralph Samuelson
Ralph Wilford Samuelson (3 luglio 1902 – Pine Island (Minnesota), 28 agosto 1977) è stato l'inventore dello sci nautico.

## L'idea
Riconosciuto universalmente come l'inventore di questo sport, figlio di un meccanico di barche, Ralph era noto come ragazzo sprezzante dei pericoli e pronto ad ogni nuova sfida, pur pazza questa fosse. Nel '22, qualche giorno prima del suo diciannovesimo compleanno, formulò quest'ipotesi: Se scio sulla neve, dovrei poter sciare sull'acqua. Fu così che provò a farsi trainare da una barca con un paio di assi di legno dritte, con risultati scandalosi; problemi gli crearono anche gli sci da neve, troppo sottili e stretti per l'acqua.

## Inizio dello sci nautico
La sede dei suoi esperimenti fu Lake Pepin (lago Pepin), una zona più larga del fiume Mississippi, posta tra lo stato del Wisconsin e quello del Minnesota. Il 28 giugno 1922, tramite l'appoggio di un acquaplano, pose il primo piede sopra il pelo dell'acqua, per poi appoggiare anche l'altro. La sciata primordiale durò una manciata di secondi. Infatti la punta dello sci, posta sullo stesso piano della cosa, non permetteva la sciata, poiché la punta continuava ad infilarsi nella massa d'acqua sotto di lui. Ma l'esperienza fu utile: infatti Samuelson apprese che il metodo per partire doveva spostarsi in acqua, con il corpo sdraiato all'indietro e gli sci in posizione pressoché perpendicolare al piano dell'acqua. Compreso l'errore, Samuelson tentò soluzioni alternative come degli sci da neve o delle assi sradicate da barili di legno, ma i risultati furono deludenti. La soluzione giunse con due nuove assi di legno di pino, lunghe 240 cm e larghe 23 cm, che l'inventore modificò alle punte, portandole verso l'alto, grazie al riscaldamento di queste. Il 2 luglio 1922 (il giorno prima del suo compleanno), trainato dalla barca del fratello Ben tramite una corda, Ralph iniziò a prendere confidenza con gli sci ed il fatto di essere trascinato sopra l'acqua, ed iniziò a saltare le onde del motoscafo, rompendo qualche tempo dopo gli sci sopra descritti. Concluso il secondo modello di sci, più resistenti dei precedenti, Samuelson riprese le prove. La sua attività destò molto interesse nella zona, attraendo sempre più gente sulle rive del fiume nelle settimane seguenti.

## Evoluzioni e differenziazioni successive
L'8 luglio 1925 Samuelson effettuò il primo salto con gli sci sull'acqua della storia. Si servì di una rampa costruita in legno per effettuare i salti. Al primo tentativo Samuelson cadde, poiché la rampa di legno fece troppo attrito con gli sci. Allora si scelse di spalmare con del lardo la superficie della rampa, permettendo così al primo sciatore nautico della storia di diventare anche il primo saltatore. Così come il primo sciatore di velocità: infatti nello stesso anno si fece trainare da un idrovolante alla velocità, impensabile negli anni trenta, di 130 km/h.

## Curiosità
- Samuelson non brevettò l'invenzione degli sci d'acqua. Fu il produttivo inventore Fred Waller (originario di New York) a deporne il brevetto con numero n°1.559.390 degli Stati Uniti il 27 ottobre 1925, che chiamò "Dolphin Akwa-Skees". Waller successivamente inventò il sistema di movimento immagine "wide-screen" del Cinerama. Nel primo film distribuito con questo sistema (1952), dal titolo This is Cinerama (Questo è il Cinerama), lo sci nautico, nel caso specifico ripreso nella zona di Cypress Garden (Florida), fu il soggetto dominante.
- Samuelson utilizzò la stufa di rame della madre per scaldare il legno dei suoi primi sci e poterne quindi modificare la punta.
- Il secondo paio di sci utilizzati da Samuelson è visibile ancora oggi al "Water Ski Hall of Fame Museum" a Winter Haven, Florida.
- Samuelson non chiese mai un soldo per le sue esibizioni, nonostante fossero viste da centinaia di persone.